# Chi Sơn đôn
Chi Sơn đôn hay chi Mác chim (danh pháp khoa học: Amalocalyx) là một chi thực vật thuộc họ La bố ma (Apocynaceae), một số tài liệu trước đây xếp vào họ Trúc đào. Chi này có 3 loài:
- Amalocalyx burmanicus Chatterjee
- Amalocalyx microlobus Pierre: Sơn đôn
- Amalocalyx yunnanensis Tsiang

Các loài thuộc chi Sơn đôn phân bố ở độ cao 800 đến 1 000 m ở miền nam Trung Quốc (phía nam tỉnh Vân Nam), Lào, Myanma, Thái Lan và Việt Nam